# Linköpings Stadshus AB
Linköpings Stadshus AB är ett svenskt förvaltningsbolag som agerar moderbolag för de verksamheter som Linköpings kommun har valt att driva i aktiebolagsform. Bolaget ägs helt av kommunen.

## Bolag
Källa: 
- Aktiebolaget Stångåstaden
- Lejonfastigheter AB
- Linköping City Airport Aktiebolag
- Linköping Science Park AB
- Resecentrum Mark o Exploatering i Linköping AB
- Sankt Kors Fastighetsaktiebolag
- Tekniska verken i Linköping AB
- Visit Linköping & Co AB